# Её большое сердце
Её большое сердце (азерб. Onun böyük ürəyi) — советская драма 1958 года производства Бакинской киностудии.

## Синопсис
Фильм посвящён сумгаитской крупной металлургии и химии. Люди честно работают, несмотря на все трудности, и занимают своё место в обществе. Другие люди, которые оказываются нечистыми на руку, критикуют порядочных людей. Фильм посвящён событиям Первой мировой и Великой Отечественной, а также мирным послевоенным годам.

## Создатели фильма

### В ролях
- Тамила Агамирова — Самая
- Салман Дадашов — Октай
- Гюндуз Аббасов — Раджаб
- Лейла Бадирбейли — Халида
- Света Джавадова — Рана
- Нодар Шашикоглу — Мансур
- Аждар Ибрагимов — Расулов
- Нина Дорошина — Мария
- Бахадур Алиев — Ахмед
- Натаван Шейхова — Лала
- Л. Кадров
- Николай Бармин
- Минавар Калантарли — коллега Самаи
- Е. Нечаева
- К. Филкенштейн
- М. Жарова
- Е. Овчинникова
- Р. Алиев
- Ф. Мустафаев-Fəhlə
- Тофиг Тагизаде (в титрах не указаны)

#### Роли дублировали (в титрах не указаны)
- Али Зейналов — Расулов (Аждар Ибрагимов)
- Окума Гурбанова — Самая (Тамила Агамирова)
- Гасанага Салаев — Октай (Салман Дадашов)
- Садых Хусейнов — Раджаб (Гюндуз Аббасов)

### Административная группа
автор сценария: Имран Гасымов
режиссёр-постановщик: Аждар Ибрагимов
оператор-постановщик: Расим Оджагов
художник-постановщик: Элбек Рзагулиев
композитор: Кара Караев
зввукооператор: Азиз Шейхов
автор текста песни: Юрий Долматовский
режиссёр: Юлий Карасик
художник-гримёр: Исмаил Ахундов
редактор: Фарман Эйвазлы
второй оператор: В. Алексеева
второй художник: В. Голиков
директор фильма: Д. Аврутин
оркестр: Российский государственный симфонический оркестр кинематографии
дирижёр: Григорий Гамбург